# Fluoruro di tantalio(V)
Il fluoruro di tantalio(V) o pentafluoruro di tantalio è il composto inorganico di formula TaF5. In condizioni normali è un solido cristallino bianco, che si idrolizza rapidamente a contatto con l'acqua rilasciando acido fluoridrico. In questo composto il tantalio è nello stato di ossidazione +5.

## Struttura
Allo stato solido e allo stato fuso il composto consiste di tetrameri, costituiti da quattro unità TaF4 connesse da atomi di fluoro a ponte. Allo stato gassoso TaF5 è monomerico, con struttura di bipiramide trigonale e simmetria molecolare D3h.

## Sintesi
TaF5 si prepara trattando il tantalio metallico con fluoro gassoso, o per reazione tra 
TaCl5 e acido fluoridrico:
TaCl5 + 5HF → TaF5 + 5HCl

## Reattività
TaF5 è un composto stabile, ma bisogna evitare il contatto con acqua e umidità, che ne provocano la decomposizione con rilascio di acido fluoridrico.
La tendenza di TaF5 a formare tetrameri allo stato solido indica che il monomero si comporta da acido di Lewis. Analogamente, TaF5 reagisce con donatori di ioni fluoruro per formare gli anioni [TaF6]–, [TaF7]2– e [TaF8]3–, a seconda della natura del controione e della concentrazione di HF. Con basi di Lewis neutre come etere dietilico forma addotti.

## Uso
TaF5 è usato assieme a HF come catalizzatore superacido per l'alchilazione di alcani e alcheni e per la protonazione di composti aromatici. Il sistema 
TaF5/HF è stabile in ambiente riducente, a differenza del sistema SbF5/HF.
Nel processo Marignac per separare niobio e tantalio si sfrutta la cristallizzazione frazionata di K2TaF7 da soluzioni di acido fluoridrico. In queste condizioni il niobio forma K2NbOF5 che è più solubile di K2TaF7. Riducendo K2TaF7 con sodio si ottiene tantalio metallico.

## Indicazioni di sicurezza
TaF5 è disponibile in commercio. Il composto è nocivo se ingerito o inalato. Per contatto provoca gravi ustioni cutanee e gravi lesioni agli occhi. Non ci sono dati che indichino proprietà cancerogene. Viene considerato poco pericoloso per le acque e l'ambiente.